# U-2 Dragon Lady
U-2 Dragon Lady (укр. «Дре́гон ле́йді») — американський висотний літак-розвідник, розроблений під час «холодної війни». Активно використовувався для розвідувальних польотів над СРСР, країнами Варшавського договору та Кубою наприкінці 1950 — на початку 1960 років.

## Історія
У 1953 році ПС США оголосили тендер на розробку розвідувального літака з польотною висотою до 21,3 тис м і бойовим радіусом в 2,8 тис км. Висота польоту визначались обмеженнями радянських систем радіолокації. Запрошення до участі в конкурсі отримали компанії Bell Aircraft, Martin Aircraft, Fairchild Engine and Airplane, Lockheed Aircraft Corporation. Skunk Works, підрозділ Lockheed Aircraft Corporation запропонував полегшений варіант літака без шасі, без озброєння і з довгим, як у планера, крилом. Прототип літака отримав назву CL-282, був оснащений реактивним двигуном J73 від винищувача F-104 Starfighter і здійснив перший політ на початку 1954 року, піднявшись на висоту 21,3 тис м.
В середині 1954 року ПС США відмовились від замовлення, але розробкою зацікавились в ЦРУ, яке не мало власних розвідувальних літаків. У березні 1955 року ЦРУ за 22,5 мільйона доларів замовили розробку і виробництво 20 розвідувальних літаків U-2 на базі CL-282.
У 1955 р. перший прототип нового літака-розвідника компанії Lockheed — Локгід U-2, який було розроблено та збудовано в умовах суворої секретності, піднявся в повітря. Він мав високі льотні характеристики, які забезпечували йому можливість польотів на великій висоті та на великі віддалі, як наслідок використання ефективних двигунів та вдалого компонування літака. На літаку встановлювався двигун Pratt & Whitney J57 з переробленою системою подачі палива, подовжені крила літака (як у планера) дозволяли збільшувати віддаль польоту внаслідок перемикання двигуна в польоті на малий газ і планерування на довгі дистанції.
Призначений для роботи на висотах понад 20 км, де його виявлення та перехоплення було малоймовірним, літак U-2 був оснащений великою кількістю пристроїв для збору даних. Розвідувальні польоти над країнами Східної Європи почалися 20 червня, а перший політ над СРСР було здійснено 4 липня 1956 року. Те, що розвідник U-2 все ж залишався вразливим для систем радянських ППО, було продемонстровано 1 травня 1960 р., коли під час чергового польоту над Радянським Союзом цей літак був збитий зенітною керованою ракетою. Це був останній політ U-2 над територією СРСР. Всього над територією СРСР було виконано 24 розвідувальні польоти літаків U-2. Однак, цінність літака U-2 була підтверджена в 1962 р., коли ці літаки виявили підготовку стартових позицій балістичних ракет на Кубі.
Після збиття літака Пауерса в СРСР було зроблено спробу скопіювати U-2. Проєктуванням машини, що отримала позначення С-13, займалося ОКБ Берієва. Роботи над нею були припинені в травні 1962 року.
Сучасні модифікації «U-2S» і «TU-2S» досі перебувають на озброєнні ПС США. Передбачалося, що вони будуть виведені з експлуатації до 2023 року. 4 березня 2014 року, в представленому проєкті військового бюджету на 2015 фінансовий рік запропоновано провести повне списання U-2 «Dragon Lady». На момент прийняття рішення альтернативи U-2 не існувало, вартість льотної години складала $32 тис..
Літаки U-2 були залучені до спостереження за китайськими розвідувальними стратостатами на початку лютого 2023 року.
Повітряні сили США готуються до виведення з експлуатації знаменитих «U-2 Dragon Lady» у 2026 фінансовому році. Проте ці літаки ще залишаються активними, їх використовують для різних завдань. ПС США застосовують їх для тестування новаторських технологій, що могли б бути використані у поточних та майбутніх моделях літаків. Наразі, парк ПС США складається з літаків, що були виготовлені у 1980-х роках. Останній літак був отриманий у 1989 році. Середній вік цих літаків становить близько 40 років. ПС США звернулися за фінансуванням для підтримки парку стратегічних літаків. З початку 2024 фінансового року, служба планує отримати $16,8 млн на наукові дослідження та розробки, $54,7 млн на закупівлю нового обладнання та $17 млн на технічне обслуговування літаків. До 2026 року ПС США планують використовувати U-2 «унікативними та інноваційними способами». Літак дозволяє прискорити технічне вдосконалення компонентів, які в подальшому будуть використовуватися в F-22, F-35 та бойових літаках шостого покоління.

### Назва
Літак має нестандартний індекс U-2 (utility), який в чинній системі позначень авіації та ракет позначає легкі багатоцільові літаки та хибно позначає призначення та тип для заплутування ворога.
Початково літак було розроблено під назвою TR-1, що розкривається як tactical reconaissance («тактична розвідка»), на противагу SR, strategic reconaissance («стратегічна розвідка»).

## Модифікації
Список модифікацій:
- U-2A — базовий варіант з двигуном J57-P-37A, побудовано 48 літаків;
- U-2B — двомісний варіант з двигуном J57-P-31; побудовано 5 літаків;
- U-2C — покращений одномісний варіант з двигуном J75-P-13 і зміненими повітрозабірниками;
- U-2D — покращений двомісний навчальний варіант;
- U-2CT — покращений двомісний навчальний варіант, перебудований з U-2D зі зміненим розташуванням крісел; відомо про 6 збудованих літаків такого типу;
- U-2G — варіант U-2A з посиленим шасі, посадковим гаком та спойлерами; переобладнано 3 літаки;
- U-2R — збільшений варіант U-2C з підкільовим контейнерами та збільшеним запасом палива; побудовано 12 літаків;
- U-2RT — покращений двомісний навчальний варіант U-2R; побудована одна машина такого типу;
- U-2EPX — морський розвідувальний варіант моделі U-2R для ВМС США; побудовано 2 одиниці;
- WU-2 — варіант для проведення атмосферних та метеорологічних досліджень;
- TR-1A — новий тактичний варіант моделі TR, побудований на базі U-2R з радаром бічного огляду, оновленою авіонікою та поліпшеним обладнанням РЕБ; побудовано 33 одиниці;
- TR-1B — новий двомісний навчальний літак для навчання пілотів TR-1A; побудовано 2 одиниці;
- ER-2 — одномісний варіант для дослідження за програмою NASA;
- U-2S — нове позначення моделі TR-1A; оновлений двигун, поліпшена розвідувальна апаратура, додана система GPS; переобладнано 31 літак;
- TU-2S — нове позначення двомісного навчального варіанта TR-1B з поліпшеним двигуном; переобладнано 4 одиниці.

## Тактико-технічні характеристики
З метою зменшення польотної маси літак оснащений всього двома стійками шасі (за схемою двоколісного велосипеду), а на зльоті крила підтримуються додатковими стійками, які після відриву від ЗПС скидаються. При посадці одне з крил спирається безпосередньо на бетон ЗПС через титанову лижу. Зліт і посадка здійснюються з супроводом спортивними автокарами.
| Модель                             | U-2A                                                                        | U-2R                                                     | TR-1                         | U-2S                            |
| ---------------------------------- | --------------------------------------------------------------------------- | -------------------------------------------------------- | ---------------------------- | ------------------------------- |
| Перший політ (рік)                 | 1955                                                                        | 1967                                                     | 1981                         | 1994                            |
| Екіпаж (чол.)                      | 1 (2 в навчальному варіанті)                                                | 1 (2 в навчальному варіанті)                             | 1 (2 в навчальному варіанті) | 1 (2 в навчальному варіанті)    |
| Площа крила (м ²)                  | ?                                                                           | 92,9                                                     | ?                            | ?                               |
| Довжина (м)                        | 15,09                                                                       | 19,2                                                     | 19,2                         | 19,2                            |
| Висота (м)                         | 4,9                                                                         | 4,9                                                      | 4,9                          | 4,9                             |
| Розмах крила (м)                   | 24,38                                                                       | 31,4                                                     | 31,4                         | 31,4                            |
| Вага пустого (кг)                  | 5 310                                                                       | 6 760                                                    | 7 260                        | 7 260                           |
| Максимальна злітна вага (кг)       | 7 260                                                                       | 18 600                                                   | 18 600                       | 18 600                          |
| Тип двигунів                       | P&W J57-P-37A                                                               | P&W J75-P-13B                                            | P&W J75-P-13B                | GE F-118-101                    |
| Кількість двигунів (шт)            | 1                                                                           | 1                                                        | 1                            | 1                               |
| Тяга (кН)                          | 50,7                                                                        | 77                                                       | 77                           | 86                              |
| Максимальна швидкість (км/год)     | 850                                                                         | 821                                                      | 797                          | ≈ 805                           |
| Швидкість відриву (км/год)         | ?                                                                           | ?                                                        | ?                            | ?                               |
| Швидкість при приземленні (км/год) | ?                                                                           | ?                                                        | ?                            | ?                               |
| Розбіг (м)                         | ?                                                                           | ?                                                        | ?                            | ?                               |
| Пробіг (м)                         | ?                                                                           | ?                                                        | ?                            | ?                               |
| Бойовий радіус дії (км)            | 3 500                                                                       | 5 600                                                    | 6 400                        | 7 400                           |
| Максимальна віддаль польоту (км)   | ?                                                                           | 17 700                                                   | ?                            | ?                               |
| Практична стеля (м)                | 21 336                                                                      | 21 336                                                   | 21 336                       | 21 336                          |
| Динамічна стеля (м)                | ?                                                                           | 26 800                                                   | ?                            | ?                               |
| Тривалість польоту (год)           | 6,5                                                                         | 7,5                                                      | 12                           | >10                             |
| Тривалість польоту з ППБ (год)     | ?                                                                           | ?                                                        | ?                            | ?                               |
| Побудовано (кількість)             | 30 всі модернізовані до більш пізніх моделей та списані до квітня 1989 року | 16 U2B 15 U-2R всі модернізовані до більш пізніх моделей | 25 TR-1A 2 TR-1B 2 ER-1      | 32 бойових у строю 4 навчальних |

## Бойове застосування
З початку експлуатації U-2 працював у всіх ключових операціях США: Карибська криза, В'єтнам, війни в Іраку, Афганістані, Сирії, розвідка над Північною Кореєю тощо.